# Tabanus opulentus
Tabanus opulentus är en tvåvingeart som beskrevs av Walker 1848. Tabanus opulentus ingår i släktet Tabanus och familjen bromsar. Inga underarter finns listade i Catalogue of Life.